# Christianisme au Yémen

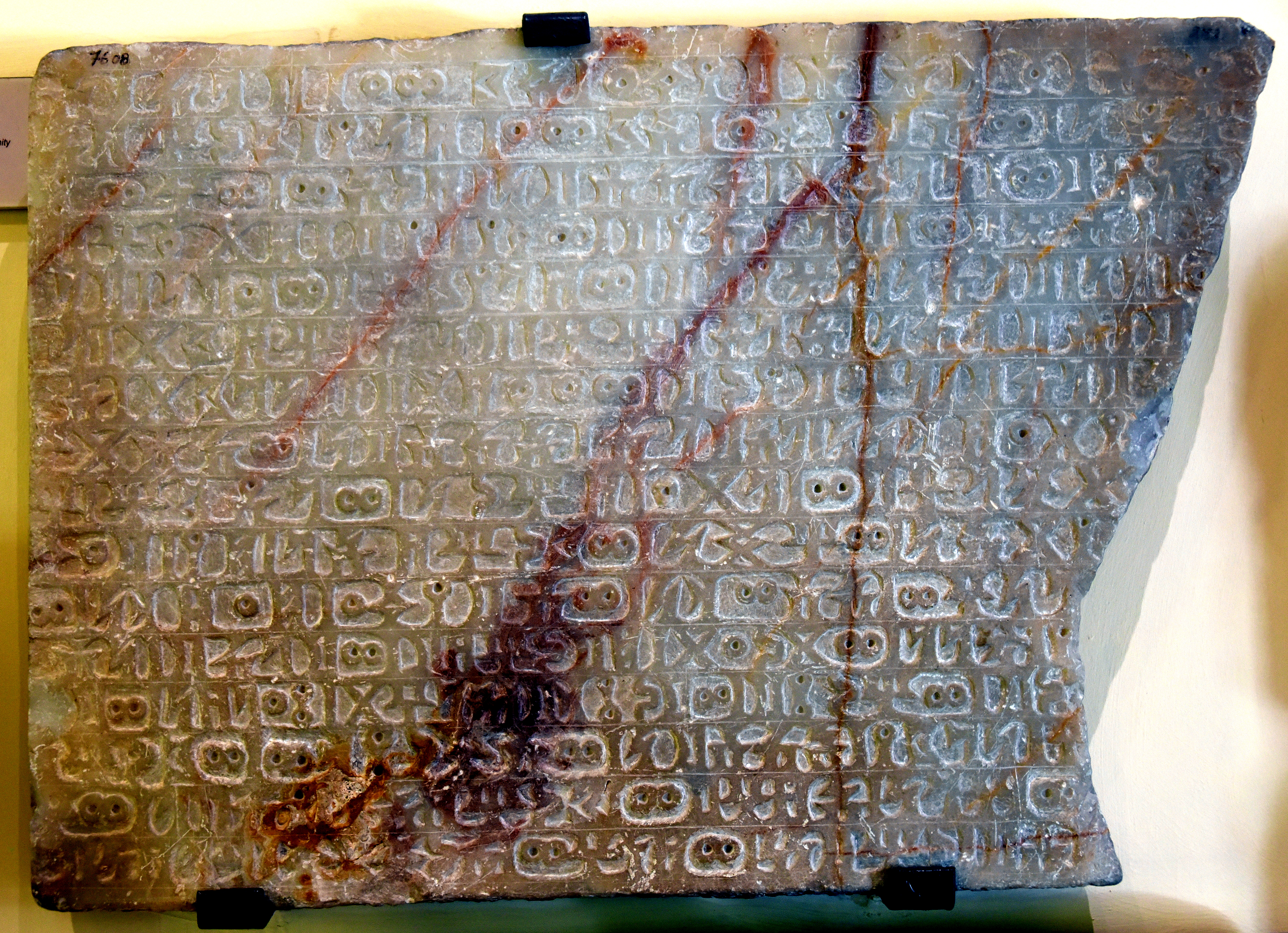
Une inscription en sud-arabique au sujet du christianisme. Plaque de marbre yéménite du VI, exposée au musée archéologique d'Istanbul.

Les chrétiens sont une petite minorité religieuse au Yémen. Ce sont principalement des expatriés originaires de nombreux pays.

## Histoire
Le christianisme a des racines très anciennes au Yémen. Avant 640, une partie importante de la population du Yémen est chrétienne, et cohabite avec une importante communauté juive. Avec la conquête arabe et musulmane, le christianisme disparaît du Yémen progressivement, jusqu'en l'an 1100. Cependant, sur l'île de Socotra, des Chrétiens sont mentionnés par les Portugais vers 1550. De nos jours, les chrétiens du Yémen sont surtout, et massivement, des étrangers, alors que la population Juive du Yémen s'est maintenue, jusqu'à nos jours, avec cependant de très nombreux départs vers Israël, à partir de 1947.    

## Situation actuelle par dénomination

### Catholiques
Le Yémen fait partie du vicariat apostolique d'Arabie méridionale dont le siège actuel est à la cathédrale Saint-Joseph à Abou Dabi aux Émirats arabes unis. Leur nombre serait de 3 à 4.000 vers 2006.